# Pico Campo Alegre
El Pico Campo Alegre (8°15′30″N 71°22′34″O / 8.2583, -71.3761) es el nombre que recibe una montaña en el estado Mérida, al occidente de Venezuela. Constituye uno de los puntos más altos del Estado con sus 3252 metros sobre el nivel del mar.

## Ubicación
El Pico Campo Alegre está ubicado al norte de Mucuchachí entre los poblados de Mijará y El Rincón en el extremo oeste del parque nacional Tapo-Caparo. Su arista se continúa al sur con el Pico La Hacienda. En sus alrededores hay numerosas cascadas y quebradas de montaña, entre ellas Quebrada Los Rastrojos, Quebrada El Toro y Quebrada Honda en su falda oeste. Es una montaña de difícil ascenso por lo poco accesible e intrincado del lugar, con muy fuertes pendientes y desfiladeros, sumando a esto las condiciones climáticas del páramo andino, que por lo general se mantiene cubierto de una densa niebla. El acceso es más factible por los poblados andinos del sur del pico.